# Paul Theux
Pour les articles homonymes, voir Theux (homonymie).
Pas d'image ? Cliquez ici

a Compétitions nationales et continentales officielles uniquement.

Paul Theux, né le 12 octobre 1919 à Arzacq-Arraziguet (Basses-Pyrénées) et mort le 25 novembre 2006 à Auch (Gers), est un joueur français de rugby à XV et de rugby à XIII évoluant au poste d'avants dans les années 1930 à 1950.

## Biographie
Paul Theux naît le 12 octobre 1919 à Arzacq-Arraziguet dans le département français des Basses-Pyrénées.
Il commence par pratiquer le rugby à XIII et dispute le Championnat de France sous les couleurs de Pau XIII. Il dispute avec ce dernier la finale perdue du Championnat de France de 1940 avec Lucien Martin, Charles Peyrade et Pierre Taillantou. La Seconde Guerre mondiale interrompt sa carrière en rugby à XIII en raison de l'interdiction du rugby à XIII par le régime de Vichy, il joue alors au rugby à XV, seul code de rugby autorisé, en jouant pour l'U.S. Fumel. Il rejoint ensuite la Section paloise et remporte le Championnat de France en 1946 avec André Rousse, Lucien Martin et Robert Duthen. Il joue après pour le F.C. Auch.
Il meurt le 25 novembre 2006 à Auch dans le Gers.

## Palmarès

### Rugby à XV
- Collectif :
  - Vainqueur du Championnat de France : 1946 (Section paloise).
  - Finaliste de la Coupe de France : 1946 (Section paloise).

### Rugby à XIII
- Collectif :
  - Finaliste du Championnat de France : 1940 (Pau).

#### Statistiques en club
| Saison  | Saison   | Championnat           | Championnat | Coupe           | Coupe  |
| Saison  | Saison   | Comp.                 | Class.      | Comp.           | Class. |
| ------- | -------- | --------------------- | ----------- | --------------- | ------ |
| 1939-40 | Pau XIII | Championnat de France | Finaliste   | Coupe de France | Annulé |